# Долно Белево
Долно Белево е село в Южна България. То се намира в община Димитровград, област Хасково.

## Културни и природни забележителности
Землището на селото е осеяно преди всичко с тракийски надгробни могили. На 1 км североизточно от селото в местността Бахча билюк, върху неголяма естествена височина, издължена в посока север-юг, има дебел пласт със селищни останки, който заема площ с размери 200x100 м. На повърхността се вижда изобилна керамика, предимно от старожелязната епоха и значителен брой фрагменти от хромели.
Надгробни могили са разхвърляни във всички посоки около селото: на 2 – 2,5 км северно от селото, в местността Гьоргьовденя, има силно разлята надгробна могила, известна като „Тончова чука" – с диаметър около 50 м и височина 4 – 5 м. Около могилата и по повърхността ѝ се вижда хоросан, а отгоре е намерена медна римска монета от III-IV век в изкоп, направен при обучение на войници – окоп с дълбочина 1 м в посока изток-запад, с дълж. 4 м, в средата с кръгла дупка.
През 2014 година е осветен първият храм, откакто е създадено селото - това е черквата  „Свети Трифон". Храмът е осветен на 20-ти юли от Старозагорски митрополит Галактион.